# 卡爾·埃曼努爾 (黑森-羅滕堡)
卡爾·埃曼努爾（德語：Karl Emanuel，1746年6月5日—1812年3月23日），黑森-羅滕堡伯爵，1778年至1812年在位。

## 家庭
1771年，卡爾·埃曼努爾和列支敦斯登親王法蘭茲·約瑟夫一世的女兒利奧波丁娜（Leopoldina）結婚，兩人共有1子1女：
1. 維克多·阿瑪迪斯（1779年—1834年）
2. 克羅蒂爾德（1787年—1869年）